# Terranova galeocerdonis
Terranova galeocerdonis är en rundmaskart. Terranova galeocerdonis ingår i släktet Terranova och familjen Anisakidae. Inga underarter finns listade i Catalogue of Life.